# Bergères
Cet article possède un paronyme, voir Bergère.
Bergères est une commune française, située dans le département de l'Aube en région Grand Est.

## Géographie
| Meurville | Couvignon |  |
| Bligny    | Bergères  |  |
|           | Urville   |  |

Bergères est un petit village d'une centaine d'habitants dans l'Aube, à proximité de Bar-sur-Aube.
Située sur la route touristique du champagne, on peut y voir un pressoir à étiquet du XVIIe siècle. On peut également visiter son église, sous le vocable de Saint-Etienne, classée au répertoire des monuments historiques pour ses statues du XVIe siècle (saint Sébastien, sainte Barbe, la Vierge mère) et son lavoir.
Un circuit pédestre permet de se promener tout en admirant le site.
Une demi-douzaine de propriétaires-récoltants (familles Prieur, Rigollot, Bour et Thierry) exploitent les vignes qui produisent le champagne, regroupés pour certains au sein de la coopérative du Landion, située sur la commune voisine de Meurville.

### Hydrographie
La commune est dans la région hydrographique « la Seine de sa source au confluent de l'Oise (exclu) » au sein du bassin Seine-Normandie. Elle est drainée par la Gironde,.

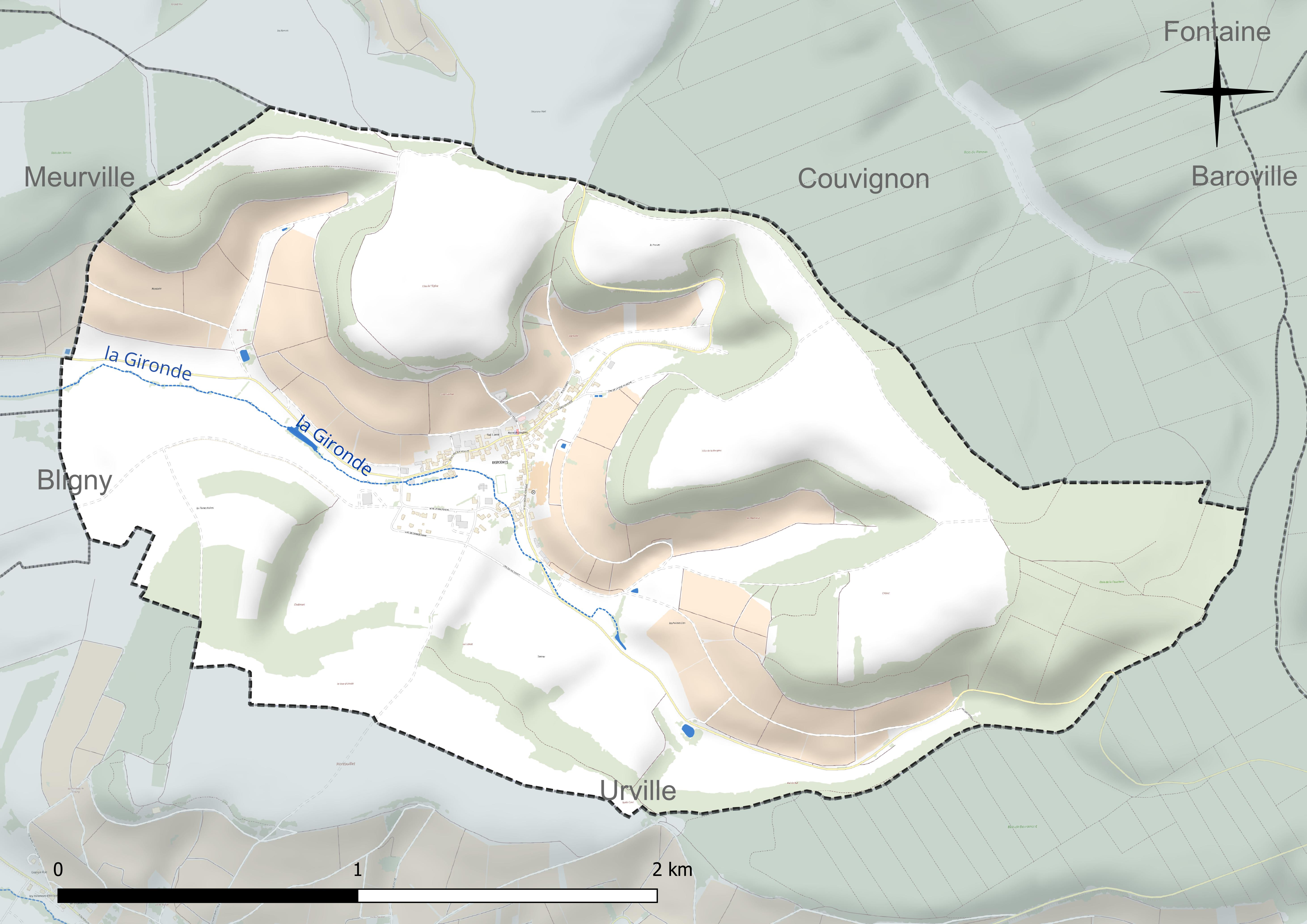
Réseau hydrographique de Bergères.

### Climat
Pour des articles plus généraux, voir Climat du Grand Est et Climat de l'Aube.
En 2010, le climat de la commune est de type climat des marges montargnardes, selon une étude du Centre national de la recherche scientifique s'appuyant sur une série de données couvrant la période 1971-2000. En 2020, Météo-France publie une typologie des climats de la France métropolitaine dans laquelle la commune est exposée à un climat océanique altéré et est dans la région climatique Lorraine, plateau de Langres, Morvan, caractérisée par un hiver rude (1,5 °C), des vents modérés et des brouillards fréquents en automne et hiver.
Pour la période 1971-2000, la température annuelle moyenne est de 10 °C, avec une amplitude thermique annuelle de 16 °C. Le cumul annuel moyen de précipitations est de 892 mm, avec 12,4 jours de précipitations en janvier et 9,2 jours en juillet. Pour la période 1991-2020, la température moyenne annuelle observée sur la station météorologique de Météo-France la plus proche, « Ailleville_sapc », sur la commune d'Ailleville à 8 km à vol d'oiseau, est de 11,4 °C et le cumul annuel moyen de précipitations est de 833,5 mm. 
La température maximale relevée sur cette station est de 41,3 °C, atteinte le 25 juillet 2019 ; la température minimale est de −19,7 °C, atteinte le 20 décembre 2009,,.
Les paramètres climatiques de la commune ont été estimés pour le milieu du siècle (2041-2070) selon différents scénarios d'émission de gaz à effet de serre à partir des nouvelles projections climatiques de référence DRIAS-2020. Ils sont consultables sur un site dédié publié par Météo-France en novembre 2022.

## Urbanisme

### Typologie
Au 1er janvier 2024, Bergères est catégorisée commune rurale à habitat dispersé, selon la nouvelle grille communale de densité à 7 niveaux définie par l'Insee en 2022.
Elle est située hors unité urbaine. Par ailleurs la commune fait partie de l'aire d'attraction de Bar-sur-Aube, dont elle est une commune de la couronne,. Cette aire, qui regroupe 43 communes, est catégorisée dans les aires de moins de 50 000 habitants,.

### Occupation des sols
L'occupation des sols de la commune, telle qu'elle ressort de la base de données européenne d’occupation biophysique des sols Corine Land Cover (CLC), est marquée par l'importance des territoires agricoles (67,3 % en 2018), une proportion identique à celle de 1990 (67,3 %). La répartition détaillée en 2018 est la suivante : 
terres arables (40,6 %), forêts (32,7 %), cultures permanentes (20,1 %), zones agricoles hétérogènes (6,5 %). L'évolution de l’occupation des sols de la commune et de ses infrastructures peut être observée sur les différentes représentations cartographiques du territoire : la carte de Cassini (XVIIIe siècle), la carte d'état-major (1820-1866) et les cartes ou photos aériennes de l'IGN pour la période actuelle (1950 à aujourd'hui).

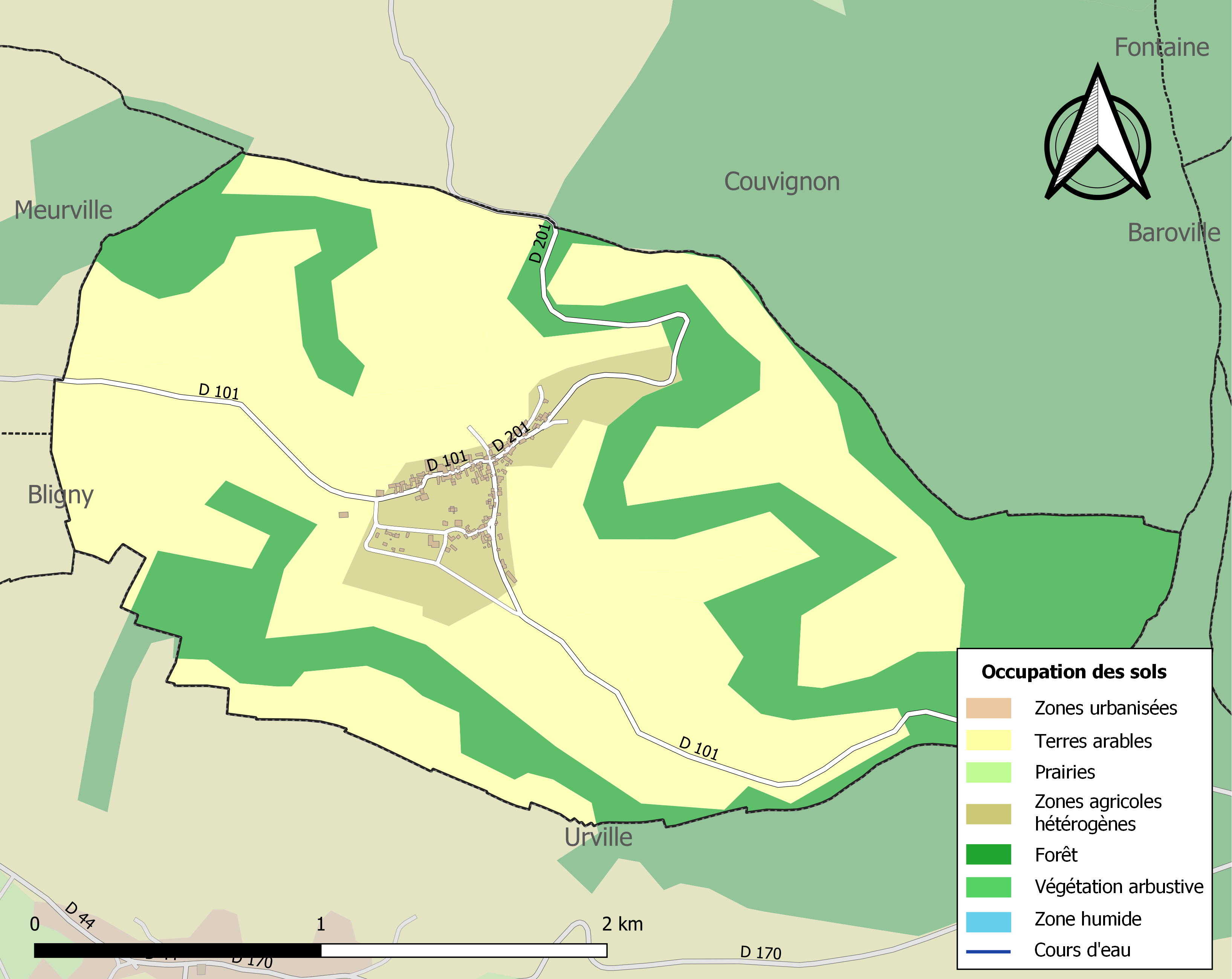
Carte des infrastructures et de l'occupation des sols de la commune en 2018 (CLC).

## Histoire
En 1789, la commune dépendait de l'intendance et de la généralité de Châlons-sur-Marne, de l'élection de Bar et de du bailliage de Chaumont. Pour la cure, elle dépendait du diocèse de Langres, du doyenné de Bar et à la présentation de l'évêque. La seigneurie était au prieuré de Sainte-Germaine de Bar-sur-Aube

### Toponymie
Issu du romain Berbex pour brebis. Le nom apparait en 1179 dans un cartulaire de Clairvaux.

## Politique et administration
| Période                                  | Période   | Identité             | Étiquette | Qualité |
| ---------------------------------------- | --------- | -------------------- | --------- | ------- |
| avant 1981                               | ?         | Jean van den Broecke | PCF       |         |
| mars 2001                                | mars 2008 | Jean Rigollot        |           |         |
| mars 2008                                | En cours  | Florence Petit       | DVD       |         |
| Les données manquantes sont à compléter. |           |                      |           |         |

## Démographie
L'évolution du nombre d'habitants est connue à travers les recensements de la population effectués dans la commune depuis 1793. Pour les communes de moins de 10 000 habitants, une enquête de recensement portant sur toute la population est réalisée tous les cinq ans, les populations de référence des années intermédiaires étant quant à elles estimées par interpolation ou extrapolation. Pour la commune, le premier recensement exhaustif entrant dans le cadre du nouveau dispositif a été réalisé en 2005.

En 2022, la commune comptait 111 habitants, en évolution de −10,48 % par rapport à 2016 (Aube : +0,7 %, France hors Mayotte : +2,11 %).
| 1793 | 1800 | 1806 | 1821 | 1831 | 1836 | 1841 | 1846 | 1851 |
| ---- | ---- | ---- | ---- | ---- | ---- | ---- | ---- | ---- |
| 266  | 292  | 301  | 289  | 276  | 294  | 290  | 297  | 322  |

| 1856 | 1861 | 1866 | 1872 | 1876 | 1881 | 1886 | 1891 | 1896 |
| ---- | ---- | ---- | ---- | ---- | ---- | ---- | ---- | ---- |
| 331  | 342  | 318  | 294  | 310  | 297  | 320  | 300  | 290  |

| 1901 | 1906 | 1911 | 1921 | 1926 | 1931 | 1936 | 1946 | 1954 |
| ---- | ---- | ---- | ---- | ---- | ---- | ---- | ---- | ---- |
| 254  | 204  | 185  | 164  | 144  | 137  | 130  | 109  | 137  |

| 1962 | 1968 | 1975 | 1982 | 1990 | 1999 | 2005 | 2006 | 2010 |
| ---- | ---- | ---- | ---- | ---- | ---- | ---- | ---- | ---- |
| 125  | 123  | 112  | 140  | 121  | 114  | 113  | 116  | 125  |

| 2015 | 2020 | 2022 | - | - | - | - | - | - |
| ---- | ---- | ---- | - | - | - | - | - | - |
| 123  | 114  | 111  | - | - | - | - | - | - |

## Lieux et monuments
L'église Saint-Étienne date de 1830 en remplacement de celle du XIIe siècle qui était partiellement en ruine, elle avait été remaniée au XVIIIe siècle.